# Франс, Нариссара
Нариссара Нена Франс (англ. Narissara Nena France; род. 9 сентября 1990) — британская модель и музыкант тайского происхождения, участвовавшая в конкурсе «Мисс Вселенная Великобритании 2015». Также представляла свою страну на конкурсе «Мисс Вселенная 2015».

## Личная жизнь
Нариссара родилась в Лондоне, в Англии. Имеет британское и тайского происхождение. В настоящее время активно работает в модельной индустрии. В 2013 году получила корону «Мисс Лондон 2013» от Эми Уиллертон. В то же время боролась за титулы «Мисс Вселенная Великобритании 2013», проходившем в Лондоне и позднеe участвовала в конкурсе «Мисс Англия».

### Мисс Вселенная Великобритании 2015
26 июня 2015 года Нариссара была коронована титулом «Мисс Вселенная Великобритании 2015» в Кардиффе, в Уэльсе. С этим титулом она участвовала в конкурсе «Мисс Вселенная 2015», проходившем в Лас-Вегасе, в США. Она там не смогла победить.